# Thập niên 120 TCN
Thập niên 120 TCN hay thập kỷ 120 TCN chỉ đến những năm từ 120 TCN đến 129 TCN.